# Cuisine d'Aruba
La cuisine arubaise, concernant le territoire insulaire d'Aruba, illustre les influences culturelles conjointes des Pays-Bas, de l’Amérique du Sud et du reste des Caraïbes. La plupart des plats et boissons suivants sont appréciés lors d’occasions spéciales, tandis que d’autres sont consommés beaucoup plus fréquemment. 

## Mets

### Soupes
Plusieurs soupes sont particulièrement appréciées des habitants de l'île d'Aruba. Le sopi yambo est un gombo antillais préparé avec de la purée de gombo pour une consistance épaisse et lisse. Le sopi mondongo est une combinaison traditionnelle de tripes, d'épices, d'un mélange de légumes et de citrouille des Antilles, ou calabas. Le sopi oester est la soupe d'huîtres locale, chaque restaurant et chaque foyer revendiquant le droit de posséder la meilleure recette de l'île. Le sopi cabrito est une soupe à base de bouillon à base de viande de chèvre, d'ail, de tomate, de céleri, de poivron et de vermicelles.

### Plats de féculents
Le funchi, la version arubaise de la polenta, est une bouillie épaisse à base de semoule de maïs traditionnellement servie en accompagnement de ragoûts copieux et de plats de poisson. La bouillie funchi peut également être refroidie, coupée en tranches plates et frite jusqu'à ce qu'elle soit légèrement dorée pour une variante croustillante.
Comme le funchi, le pan bati constitue l'accompagnement privilégié des ragoûts, des soupes et des plats de poisson. Fabriqué à partir de farine de maïs et cuit dans une casuela, un plat de cuisson traditionnel en argile originaire d'Espagne, le pan bati se situe quelque part entre le pain plat et la crêpe. Comparé à une crêpe américaine, il est plus dense et moins sucré.

### Plats au fromage
Le keshi yena, qui signifie « fromage farci », est traditionnellement préparé en remplissant la croûte restante d'une meule de fromage Edam ou Gouda avec de la viande épicée, de l'oignon, de la tomate, du poivron vert, des olives, des câpres, des raisins secs et du piccalilli ; en recouvrant la meule de son chapeau d'origine ; puis en faisant cuire la meule farcie au four jusqu'à ce qu'elle soit chaude et bouillonnante. Certains cuisiniers choisissent de garnir une cocotte de tranches de fromage au lieu d'utiliser la coque de fromage évidée.
Le pastechi, un sandwich en demi-lune, est le casse-croûte national d'Aruba. Le pastechi classique est préparé en farcissant une poche de pâte légèrement sucrée avec du fromage, puis en la faisant frire jusqu'à ce qu'elle soit tendre à souhait. D'autres garnitures salées comprennent du jambon, du bœuf, du poulet et du poisson. Les pastechis sont vendus dans toute l'île dans les épiceries, les supérettes et les snack-bars.

### Plats de viande
Malgré le climat chaud, les ragoûts sont populaires à Aruba. Les recettes classiques d'Aruba pour le ragoût de bœuf (carni stoba) et le ragoût de chèvre (cabrito stoba) contiennent de la viande, des pommes de terre, de l'oignon, de l'ail et du piment dans une sauce à base de tomates. Le ragoût de conque (calco stoba) est préparé à partir de chair de conque, d'oignon, de poivron et d'un bouillon de vinaigre de vin blanc. Deux plats d'accompagnement populaires, le funchi et le pan bati, sont généralement servis avec ces ragoûts pour un repas complet.

### Plats de poisson et de fruits de mer
Le poisson créole, connu localement sous le nom de pisca hasa crioyo, est un plat traditionnel d'Aruba encore préparé dans de nombreux foyers et restaurants de l'île. Le plat est composé de tranches de filet de poisson frais poêlées servies dans une sauce basique à base d'oignon, de tomate, de poivron et d'ail. La seule chose qui pourrait rendre le repas plus parfait est une assiette d'accompagnement de pan bati ou de funchi.
Les poissons secs à chair blanche et ferme, comme le barracuda ou le requin, sont utilisés pour préparer l’un des plats de fruits de mer les plus populaires d’Aruba, le keri-keri. Un filet de poisson est bouilli dans de l’eau salée, retiré et déchiqueté, puis sauté dans du beurre avec de la tomate, de l’oignon, du céleri, du poivron, du basilic frais, du poivre noir et de l’épice de rocou.
Les pinchos di Cabaron sont des brochettes de crevettes marinées dans une sauce barbecue, agrémenté de jus d’ananas, de citron et coriandre. Celles-ci sont cuites au barbecue ou au four, sur une plaque en fonte.

### Sauces
Un assortiment de sauces piquantes d'origine locale est disponible dans presque tous les restaurants et foyers d'Aruba, ainsi que dans plusieurs épiceries de l’île. Ces sauces piquantes, appelées pica par les locaux, sont très fortes, car elles contiennent le piment Madame Jeanette exceptionnellement piquant, une variété de piment étroitement liée aux variétés habanero et Scotch-bonnet. Le feu du piment Madame Jeanette est légèrement tempéré par la papaye verte dans une version particulièrement unique de pica arubaise appelée pica di papaya.

### Gâteaux
Plusieurs types de gâteaux sont particulièrement populaires sur l'île, dont beaucoup sont servis lors d'occasions spéciales telles que les anniversaires, les fêtes nationales, les fêtes religieuses et autres célébrations. Les gâteaux les plus traditionnels comprennent le pudding au pain (pan di bolo), le gâteau aux noix de cajou (bolo di cashupete), la tarte au chocolat (bolo di chateau), le gâteau au lait de poule (bolo ponche di crema), le gâteau aux pruneaux (tert di pruim) et le gâteau noir (bolo preto). Traditionnellement offert aux invités lors des mariages d'Aruba, le bolo preto est composé d'un mélange caractéristique de pruneaux, de groseilles, de raisins secs, de dattes et de figues, trempés pendant au moins six semaines dans une forte potion de cognac, de porto et de cordial de cerise.

### Confiseries
Les habitants d’Aruba concoctent une variété de confiseries maison, connues collectivement sous le nom de cos dushi. La cocada, un bonbon semblable à du fudge à base de sucre et de noix de coco, est une friandise populaire aux côtés de deux autres bonbons, la tentalaria et le panseicu, tous deux à base de sucre et de noix. Deux biscuits préférés sont le koeki lerchi, un biscuit au sucre très simple cuit jusqu’à ce qu’il soit croustillant, et le mancaron, un biscuit infusé à la noix de coco avec une texture semblable à celle d’un gâteau. Parmi les autres délices sucrés peuvent être cités le quesillo, la version arubaise du flan au caramel, et les boules de tamarin, qui sont de petites boules de pulpe de tamarin roulées dans du sucre granulé pour un équilibre parfait entre sucré et acide. Toutes ces friandises sont omniprésentes sur l’île : dans les supermarchés, les pharmacies, les stations-service et même les quincailleries.
Les gens d'Aruba se réunissent pendant la période de Noël pour préparer des ayacas, une friandise traditionnelle des fêtes adoptée en Amérique du Sud. Bien qu'aucune famille n'utilise exactement la même recette, les ayacas sont généralement préparées en enduisant des feuilles de plantain ou de bananier d'une pâte à base de semoule de maïs, en ajoutant un mélange de poulet, de porc, de morceaux de jambon et d'épices, ainsi qu'un pot-pourri de pruneaux, de raisins secs, d'olives, de cornichons, de noix de cajou, de piccalilli et d'oignons grelots, puis en pliant le tout en petits paquets bien nets à faire bouillir pendant une heure.

## Boissons

### Eau
« Balashi Cocktail » est le nom affectueux que les habitants donnent à leur délicieuse eau potable. Son nom fait référence à la région de Balashi à Aruba, où une usine de dessalement dessale, purifie et filtre l'eau de mer des Caraïbes. Le résultat supérieur coule directement du robinet et est également mis en bouteille par la Tropical Bottling Company sous le nom de « AWA ».

### Lait de coco
L’omniprésence des cocotiers à Aruba offre aux habitants et aux visiteurs de l’île la possibilité de déguster de l’eau de coco fraîche. Les vendeurs de rue coupent le haut des jeunes noix de coco devant leurs clients pour garantir leur fraîcheur, et leur remettent la boisson à siroter directement dans la coque avec une paille. Les fêtes proposent parfois de l’eau de coco fraîche, comme le Coconut Charlie qui casse des noix de coco lors des fêtes organisées dans les hôtels depuis les années 1980.

### Liqueurs Coecoei et Ponche Crema
Selon une ancienne recette amérindienne du Venezuela, la Playa Liquor & Bottling Company combine la sève des feuilles d'agave, du rhum et du sucre de canne pour produire une liqueur rouge foncé appelée coecoei, utilisée pour relever une variété de cocktails tropicaux, notamment l'Aruba Ariba. L'Aruba Ariba est le célèbre cocktail tropical de l'île inventé au Bali Bar de l'hôtel Aruba Caribbean au début des années 1960. L'Aruba produit également sa propre version signature de ponche crema en combinant des jaunes d'œufs, de la crème, du rhum et une variété d'épices. Cette boisson riche et onctueuse semblable au lait de poule est particulièrement populaire pendant les vacances de Noël.